# 亚法撒

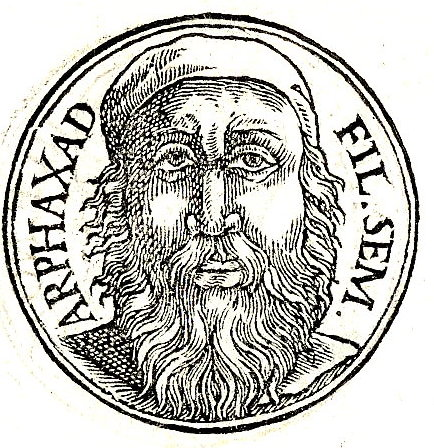

亚法撒，（希伯來語ארפכשדArpachshad ），天主教譯為“阿帕革沙得”，聖經創世紀中人物，諾厄子孙，相傳為閃的儿子，犹大人的始祖之一。